# 忽都思 (伯牙吾台氏)
忽都思（？—1255年），蒙古帝国将领，玉耳别里伯牙吾台氏，和尚的父亲。
忽都思的父亲哈剌察兒，率所部歸顺成吉思汗。忽都思膂力過人，1232年随从拖雷在钧州三峰山之战击败金朝完颜合達大军，因功賜號拔都鲁。1234年，金亡。1235年，授管軍百戶，参与攻打南宋的唐州、邓州、颍州、蔡州、襄阳、郢州、复州、信阳、光州等九州，屡立战功。1251年，賜名馬、文錦、白金、甲冑、弓矢。1255年跟随攻打汉上铁城寨，死于军中。追贈竭忠宣力功臣、資德大夫、中書右丞、上護軍、沇國公，諡武愍。